# Amédée Rolland

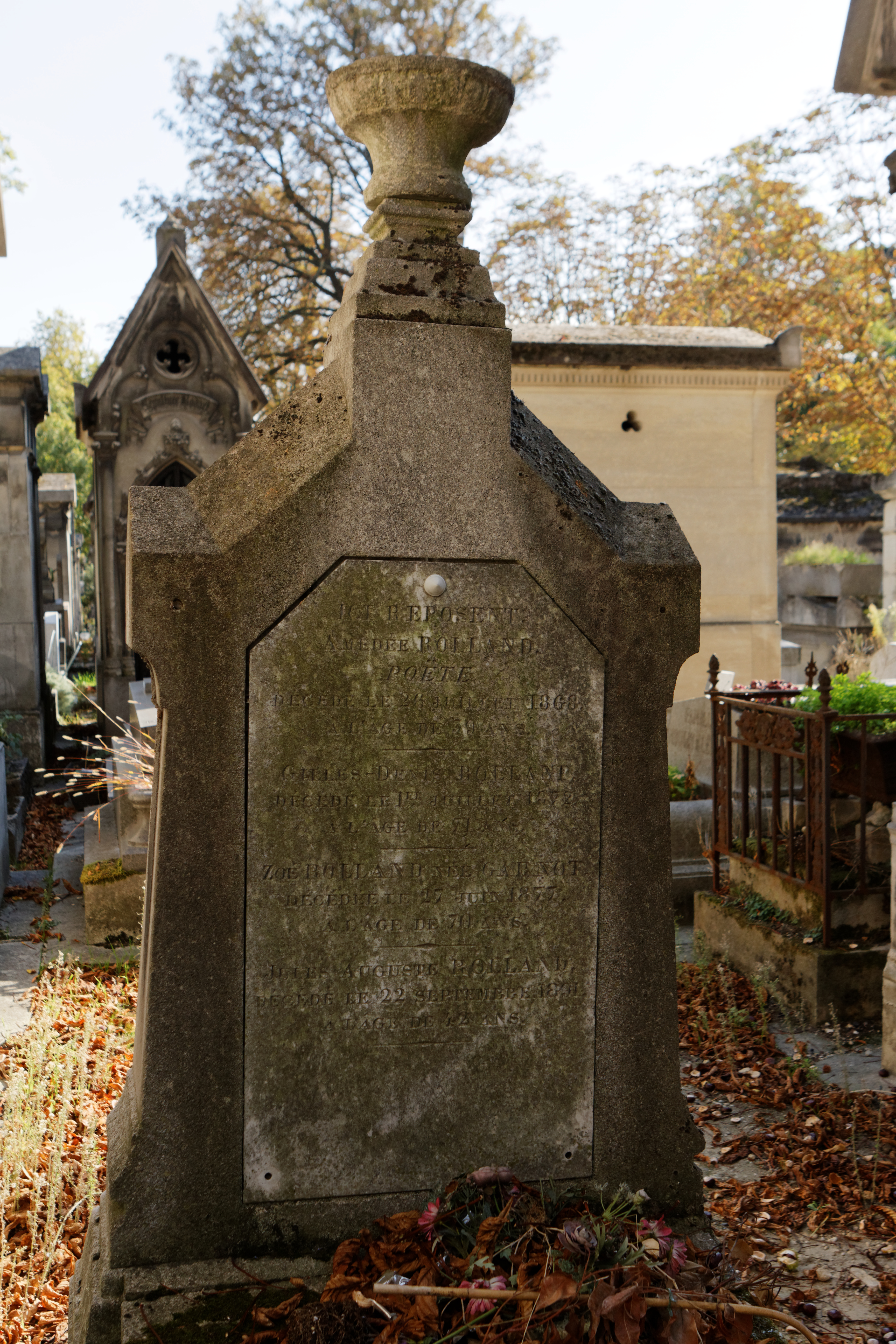
Grabstätte von Amédée Rolland in Paris

Amédée Rolland (* 22. Januar 1914 in Nizza; † 9. Juni 2000 ebenda) war ein französischer Radrennfahrer.

## Sportliche Laufbahn
1932 wurde Rolland französischer Meister im Straßenrennen der Junioren. Als Amateur siegte er im Eintagesrennen Paris–Compiègne. 1936 wurde er Militärmeister im Straßenrennen. Von 1935 bis 1938 war er Unabhängiger.
1938 wurde er Berufsfahrer im Radsportteam Alcyon-Dunlop. Er blieb bis 1953 aktiv. In seiner ersten Saison als Profi gewann er die Rennen Genua–Nizza und Nizza–Puget–Théniers–Nizza. In der Tour de Vaucluse wurde er hinter Nello Troggi Zweiter. 1943 gewann er die Trophée des Grimpeurs, 1944 wurde er Dritter des Rennens, 1939 Zweiter, 1943 gewann er erneut und 1944 wurde er Dritter. 1943 gewann er den Grand Prix de Chanteloup-les-Vignes, 1945 die Ronde des Mousquetaires, 1946 den Circuit des Villes d'eaux d'Auvergne. 1949 war er in Italien im Giro dell’Umbria erfolgreich, er war der erste ausländische Sieger des Rennens.
Zweite Plätze belegte Rolland in den Rennen Nizza–Toulon–Nizza 1934, in der Tour du Vaucluse 1938 und 1951, in der Tour de Corrèze 1939, bei Paris–Reims 1942, Marseille–Monaco 1946. In der Tour de France 1948 schied er aus.